# 春名優輝
春名 優輝（はるな ゆうき、1995年7月25日 - ）は、ラジオ関西の元アナウンサー、記者。兵庫県姫路市出身。

## 人物
兵庫県立姫路東高校卒業。鳥取大学卒業。
2018年にラジオ関西に入社する。ラジオ関西では22年ぶりの局アナ採用となった。同期入社は、津田明日香。
元々、アナウンサー志望ではなく制作志望であったが、入社試験の最終選考の際にアナウンサー職で受け直してみないかと会社から打診される。最終的には、同局でアナウンサーとして採用されることになった。
ラジオに興味を持ったきっかけは、TBSラジオ『JUNK　爆笑問題カーボーイ』である。爆笑問題の2人とは、2019年4月7日放送の『爆笑問題の日曜サンデー』で共演が実現した。
2024年3月をもってラジオ関西を退社することを同年3月4日放送のClipで明らかにした。そのため同番組への出演は3月25日の放送が最後となる。予定通り3月でラジオ関西を退社した。

## 引用
1. ↑  “Facebook”. www.facebook.com. 2021年3月25日閲覧。
2. ↑  “https://twitter.com/kondo725staff/status/1370907675211358210”. Twitter. 2021年3月25日閲覧。
3. ↑  “KOBE JOB POT”. www.city.kobe.lg.jp. 2021年3月25日閲覧。
4. ↑  “春名アナウンサー、ラジオの世界へ飛び込むきっかけとなった爆笑問題と“共演” 「本当に夢が叶った」 | radiko news(ラジコニュース)”. news.radiko.jp. 2021年3月25日閲覧。